# نازن اکس
نازان اکس (به آلمانی: Nazan Eckes) زاده ۱۹۷۶ در کلن؛ مجری تلویزیونی شبکه RTL آلمان می‌باشد. اصالت خانوادگی وی به شهر اسکی‌شهر باز می‌گردد، پدرش به همراه سایر مهاجران ترک به آلمان کوچیدند. که پدرش به عنوان یک کارگر در یک شرکت شیمیایی و صنایع دارویی کار می‌کرد. وی با آندریاس خول سیاست‌مدار اتریشی ازدواج کرده است. وی از سال ۱۹۹۸ تاکنون حرفه مجری گری را دنبال می‌کند.